# جون ريتشاردز (سياسي أمريكي، مواليد 1753)
جون ريتشاردز (بالإنجليزية: John Richards)‏ هو قاضي ومحامي وسياسي أمريكي، ولد في 18 أبريل 1753، وتوفي في 13 نوفمبر 1822. انتخب عضو مجلس ولاية بنسيلفانيا وانتخب عضو مجلس النواب الأمريكي.